# Międzynarodowy Sztab Wojskowy
Międzynarodowy Sztab Wojskowy (ang. International Military Staff, IMS) –  został utworzony 10 lutego 1967, pełni funkcję merytoryczną w Komitecie Wojskowym. W jego skład wchodzi kilkuset oficerów i podoficerów z państw członkowskich Paktu Północnoatlantyckiego. Do zadań należy planowanie, ocenianie i przedstawianie Komitetowi Wojskowemu zaleceń w sprawach wojskowych, ponadto jest odpowiedzialny za właściwe wdrażanie jego postanowień. Jego pracami kieruje dyrektor w randze generała. Podlega jemu sześciu asystentów, którzy odpowiadają za funkcjonowanie sekretariatu i oddziałów Sztabu.

## Struktura sztabu
Na czele sztabu stoi dyrektor w randze trzygwiazdkowego generała. Jest wyznaczany przez państwa członkowskie i akceptowany przez Komitet Wojskowy. Przyjęto zasadę, że jest innej narodowości niż przewodniczący Komitetu Wojskowego.
Od 14 lipca 2022 funkcję dyrektora Międzynarodowego Sztabu Wojskowego pełni gen. broni Janusz Adamczak.
Struktura w 1999
W skład Międzynarodowego Sztabu Wojskowego wchodziło sześć oddziałów:
- Oddział Wywiadowczy

zajmuje się rozpoznaniem, analizowaniem i definiowaniem potencjalnych zagrożeń militarnych; sporządza raporty i koordynuje politykę wywiadowczą w NATO; odpowiada za ocenę siły i dyspozycji sił zbrojnych państw mogących zagrozić interesom bezpieczeństwa NATO oraz za informowanie Komitetu Wojskowego, Rady i Komitetu Planowania Obrony o przebiegu wydarzeń. Koordynuje zbieranie i rozpowszechnianie materiałów wywiadowczych NATO, w tym podstawowych dokumentów. Nie prowadzi własnej działalności wywiadowczej, działa jedynie jako ciało koordynujące i rozpowszechniające materiały wywiadowcze uzyskane od poszczególnych państw członkowskich;
- Oddział Planów i Polityki

zajmuje się planowaniem i polityką w dziedzinie planowania strategicznego, w relacji cywilno-wojskowych i międzynarodowych kontaktów wojskowych oraz zagadnieniami związanymi z rozbrojeniem i kontrolą zbrojeń; w jego zainteresowaniu są kwestie wojskowe dotyczące Koncepcji Strategicznej NATO, sprawy wojskowo–polityczne, operacje pokojowe, kontrola zbrojeń i rozbrojenia; uczestniczy również w procesie planowania obrony NATO, rozwija i prezentuje poglądy Komitetu Wojskowego oraz wyższych dowódców NATO w kwestiach polityki wojskowej;
- Oddział Operacyjny

wspiera merytorycznie Komitet Wojskowy we wszystkich pracach dotyczących opracowywania i aktualizowania wszelkich planów operacyjnych NATO, opracowuje zmiany strukturalne zintegrowanej wojskowej struktury NATO; w jego kompetencjach jest analizowanie stanu sił zbrojnych NATO i struktury dowództw, pomocy wojskowej w likwidowaniu kryzysów międzynarodowych, promocji i koordynacji ćwiczeń międzynarodowych, korelowanie działań w zakresie uzyskania operacyjnej zdolności NATO w dziedzinie broni elektronicznej i towarzyszących temu ćwiczeń; Departamenty pośredniczy między władzami wojskowymi NATO a państwami członkowskimi w opracowywaniu planów, programów i procedur weryfikacji, a także kontroli w dziedzinie uzbrojenia konwencjonalnego; wspiera też Komitet Obrony Powietrznej NATO i odpowiada za sprawy obrony powietrznej;
- Oddział Logistyki i Zasobów Materiałowych

odpowiada za infrastrukturę, logistykę, finanse oraz sprawy personalne; jest zasadniczą komórką planistyczną w tym zakresie; jest komórką koordynującą planowanie i zarządzanie wojskowe; współdziała z Wysokim Komitetem do spraw Planowania Obrony Cywilnej w sytuacji Nadzwyczajnych Zagrożeń i agencjami zajmującymi się cywilnym wsparciem struktur wojskowych;
- Oddział Systemów Łączności i Informacji,

zajmuje się planowaniem, rozwojem i funkcjonowaniem zintegrowanych wojskowych systemów łączności i informacji NATO, łącznie z ich zabezpieczeniem; w zakres jego zainteresowań wchodzi bezpieczeństwo łączności i komputerów, wynajem usług pocztowych, zarządzanie częstotliwościami wojskowymi i utrzymywania łączności na szczeblu taktycznym; współdziała z Komitetem NATO do spraw Systemów Łączności i Informacji i z innymi specjalistycznymi agencjami telekomunikacji wojskowej oraz systemów łączności i informacji.
- Oddział Uzbrojenia i Standaryzacji

odpowiada w kwestiach odnoszących się do wypracowania i realizacji skoordynowanej polityki i procedur pozyskiwania systemów uzbrojenia oraz towarzyszących im ustaleń standaryzacyjnych, jest także centrum koordynacyjnym wszystkich przedsięwzięć wojskowych w powyższych dziedzinach oraz dotyczących zintegrowanego systemu obrony powietrznej NATO; zajmuje się badaniami naukowymi i technologicznymi;
- Sekretariat

spełnia wszystkie funkcje administracyjne związane z działalnością Międzynarodowego Sztabu Wojskowego.
- Centrum Sytuacyjne NATO

udziela konsultacji podczas ćwiczeń wojskowych, a także w sytuacjach napięć i kryzysów. Jest głównym ciałem Sojuszu zajmującym się otrzymywaniem, wymianą i rozpowszechnianiem politycznych, wojskowych i gospodarczych materiałów wywiadowczych; śledzi polityczne, wojskowe i ekonomiczne problemy będące przedmiotem zainteresowania Sojuszu; nadzoruje i utrzymuje łączność NATO; prowadzi konsultacje i działania sztabowe w okresie kryzysu; zapewnia bieżące informacje dotyczące wydarzeń podczas kryzysu; przygotowuje materiały informacyjne.